# Sogno azzurro
Sogno azzurro è stata una serata evento, condotta da Antonella Clerici, per salutare la nazionale di calcio dell'Italia in partenza per il campionato europeo di calcio in Francia. Il programma è andato in onda martedì 31 maggio 2016 in prima serata su Rai 1. 
La serata viene seguita da 4 milioni e 242mila telespettatori, con il 17,20 % di share.
Ospiti della serata sono Gianni Morandi e Claudio Baglioni, oltre ai diversi esponenti della nazionale e il capitano della nazionale del 2006, Marcello Lippi. La nazionale è accompagnata dal commissario tecnico Antonio Conte, dal presidente federale Carlo Tavecchio e dalla terna arbitrale capitanata da Nicola Rizzoli.

## Descrizione
La serata evento, in diretta dall'auditorium Rai del Foro Italico, è dedicato alla presentazione ufficiale agli italiani dei 23 atleti convocati dal commissario tecnico della nazionale Antonio Conte. Lo show si apre, infatti, con uno speciale red carpet dei calciatori, di cui alcuni sono protagonisti del racconto di alcuni aspetti della loro vita e della loro personalità. Al termine della serata, invece, i calciatori della nazionale lasciano lo studio per raggiungere la stazione di Roma Termini per salire sul treno che li porta in ritiro a Coverciano.
Sono presenti tributi ai campioni che, dieci anni prima, hanno vinto a Berlino il campionato mondiale di calcio 2006.